# Milvány
Hasonló nevű településekről lásd még: Molvány, Szegfalu (Monostormilvány).
Milvány (románul: Miluani, magyar névváltozat: Milván, román névváltozat: Miluan) falu Romániában, Szilágy megyében, Hidalmás község része. Lakosainak száma: 136 fő (1992), valamennyien román nemzetiségűek.

## Fekvése
Szilágy megyében, Hidalmástól délkeletre fekszik, Hidalmás község része.

## Története
A falut először 1320-ban említik oklevelek Miluad néven. A környék a 13. századtól a Zsombor nemzetség birtoka volt. A 14. században az Anjou-uralkodók a Elefánthy családnak adományozták. Báthori István fejedelem Kendi Sándornak adományozta. 1876-ig Doboka vármegyéhez, majd az 1876-os megyerendezés után Kolozs vármegyéhez tartozott. Görögkatolikus főesperesség székhelye volt.
1910-ben 720 román (oláh) és 8 magyar lakosa volt.
A trianoni békeszerződés Romániának juttatta, de a második bécsi döntést követően 1940-ben visszakerült Magyarországhoz, a bevonuló magyar honvédség és a távozó román csapatok között összetűzésre került sor. 1944-ben a szovjet csapatok bevonulása után Milvány román lakosai felgyújtották a hidalmási református egyház irattárát.

## Gazdaság
Milvány határában jelentős mértékű gabona- és napraforgótermesztés folyik.

## Egyházak
A 16. században épült Mihály arkangyal és Gábor arkangyalról elnevezett ortodox temploma. A település új ortodox temploma 1920-ban épült, s egyúttal a zilah-zsibói ortodox esperesség székhelye, mely a nagyváradi püspökséghez tartozik. A római katolikus igazgatás szempontjából Milvány Kide filiája, az erdélyi egyházmegye kolozsi főesperességén belül. Plébánosai hagyományosan ferencesek voltak egészen 1897-ig.
1910-ben 710 ortodox, 10 görögkatolikus és 8 izraelita lakosa volt. 1992-ben 1 fő kivételével valamennyi lakója az ortodox vallás követője volt.

## Nevezetes személyek
- Elefánthy Dezső, 14. század, sebesi várnagy
- Nyirő József író 1915-től a milványi katolikus filia plébánosa.